# هناء لينا بوبزاري
هناء لينا بوبزاري (مواليد 21 نوفمبر 1998) هي لاعبة كرة قدم محترفة تلعب كلاعب وسط. ولدت في السويد، وتلعب لصالح منتخب الجزائر لكرة القدم للسيدات.

## المسيرة الدولية
في 2019، استدعيت هناء بوبزاري لمنتخب الجزائر لكرة القدم للسيدات لأداء مباراتين تأهيليتين لأولمبياد 2020 ضد نيجيريا.
في 2020، استدعيت هناء بوبزاري مرة أخرى، هذه المرة لدورة اتحاد شمال إفريقيا للسيدات 2020 في تونس. سجل هنة بوبزاري هدفًا في المباراة الثانية ضد موريتانيا، والتي انتهت بفوز المنتخب 5-0.
في 2023 استدعيت هناء بوبزاري لمنتخب الجزائر لكرة القدم للسيدات لأداء مباراتين تأهيليتين لكأس إفريقيا 2024 ضد بوروندي المقررين يومي 30 نوفمبر و 4 ديسمبر بملعب نيلسون مانديلا ببراقي.
في 2024، استدعيت لإجراء لقاءين وديين أمام منخب نيجيريا، يومي السبت 26 أكتوبر والثلاثاء 29 أكتوبر بملعب "أم جي أرينا" بلاغوس، استعدادا لنهائيات كأس إفريقيا للأمم 2024.